# Bangkok Outer Ring Road

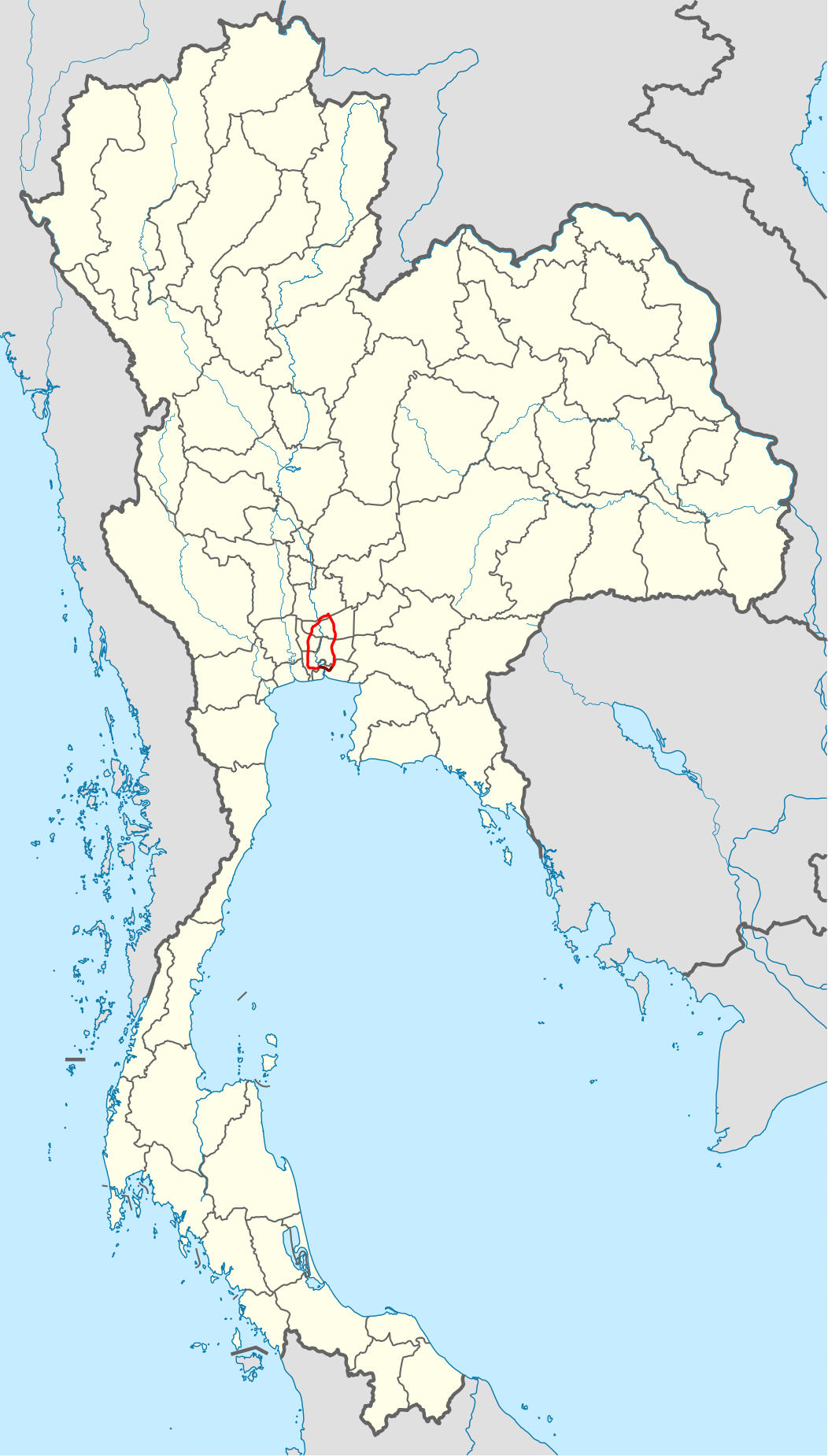

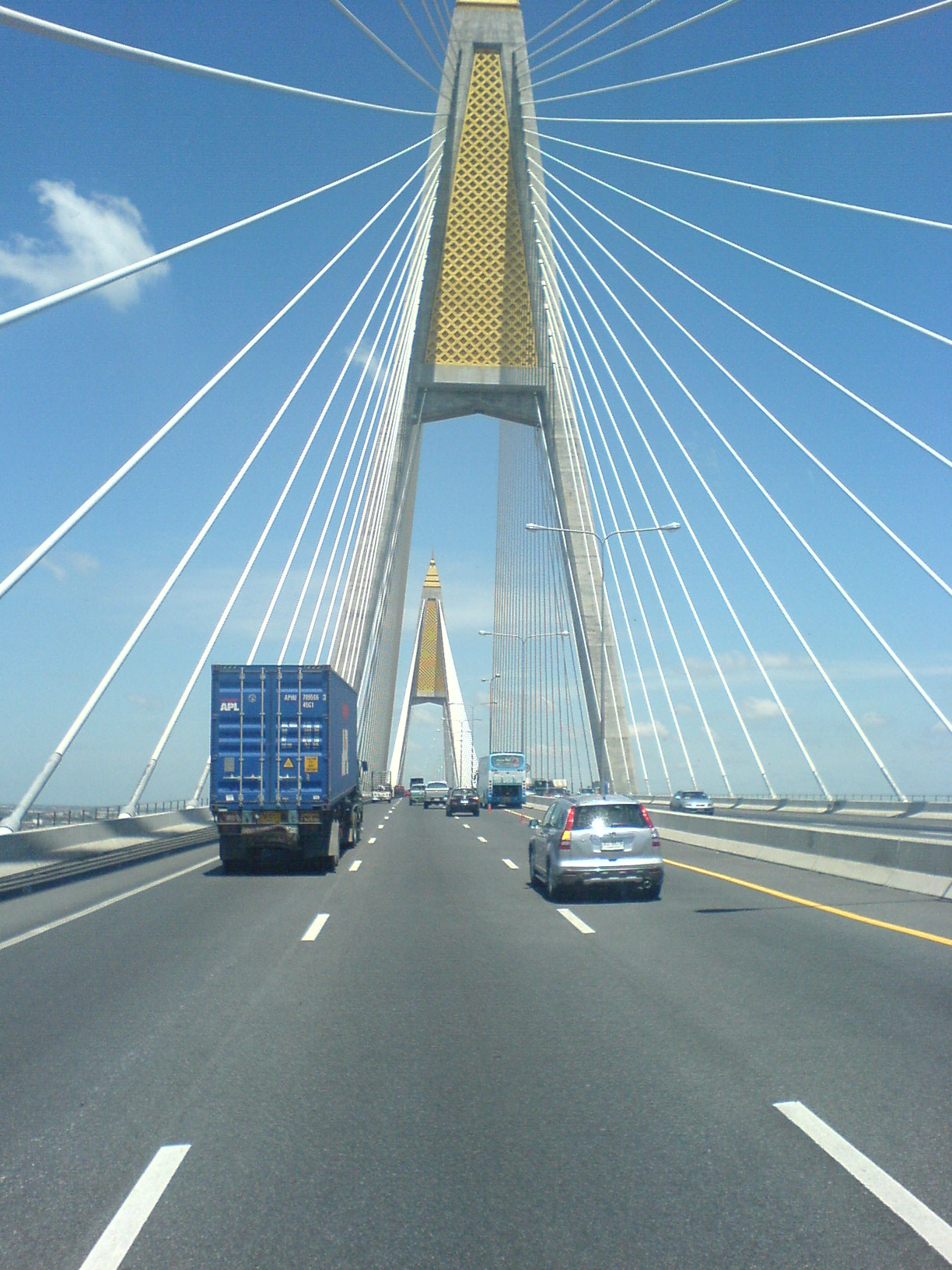

De Bangkok Outer Ring Road (Thai: ถนนวงแหวนรอบนอกกรุงเทพมหานคร) of Kanchanaphisek Road (Thai: ถนนกาญจนาภิเษก, weg van het gouden jublileum (van koning Bhumibol), zo genoemd sinds 1996) of Motorway 9 (Thai:ทางหลวงพิเศษหมายเลข 9) is een autosnelweg in Thailand.
De snelweg vormt een ring rond Bangkok en is 169 kilometer lang. De snelweg bestaat uit verschillende delen; het eerste deel werd aangelegd in 1978. In 2007 werd de tolweg South Kanchanaphisek Road (Kanchanaphisek Expressway) geopend met de Kanchanaphisek-brug.
Chaloem Maha Nakhon Expressway ·
Si Rat Expressway ·
Prachim Ratthaya Expressway ·
Don Mueang Tollway ·
Chalong Rat Expressway ·
Burapa Withi Expressway ·
Udon Ratthaya Expressway ·
S1 ·
Motorway 6 ·
Motorway 7 ·
Bangkok Outer Ring Road / Kanchanaphisek Road / Motorway 9